# NQB
NQB var en av Sveriges första tjejrockgrupper med bland andra Py Bäckman från Iggesund, (Hälsingland). Bandet turnerade flitigt, både i de svenska folkparkerna och utomlands, under den perioden.
Gruppen Quidesty Blaise startades 1966 av Barbro Eriksson och Anita (Krüger) Dunell men lades ner efter något år. 1968 sökte Elisabeth Åhlander och Eva Norberg medlemmar till ett nytt band och fick tag på Anniqua Andreasson och Barbro Eriksson som hade spelat med Quidesty. Namnet på det nya bandet blev New Quidesty Blaise. 1971 tog de namnet NQB eftersom de tröttnat på felskrivningar och ville förenkla. Py Bäckman blev 1973 sångerska i bandet som 25-åring och var med något år. År 1974 lades NQB ned men återuppstod i två olika sättningar fram till 1978.
2014 återsågs Bäckman och Åhlander i studio för första gången på 40 år inför Åhlanders soloskiva Om vi ska börja om. Även Birgitta Pincott, som turnerade med NQB åren 1976–1977, medverkar på skivan.
Bäckman och Ann-Marie Henning samarbetar också fortfarande.

## Diskografi
- 1972 - Two sides of NQB
- 1973 - Long long Weekend[3]

## Medlemmar
- Py Bäckman - Sång (1973-1974)
- Irene Nilsson - Sång (1969-1973)
- Torunn Ohlsson - Sång (1975-1978)
- Elisabet Åhlander - Gitarr och sång (1968-1977)
- Wiveca Säwén - Elbas och sång (1969-1970, 1972-1977)
- Malou Berg - Elbas (1970-1972)
- Anniqua Andreasson - Trummor och sång (1968-1974)
- Barbro Eriksson - Gitarr (1966 - 1968), Bas (1968 - 1969)
- Barbro Rydefalk - Orgel (1969 - 1970)
- Ann-Marie Henning - Piano (1973 - 1974)
- Birgitta Pincott - Trummor (1976-1977)
- Eva Carlsson - Kompgitarr (1977-1978)
- Binge Aronsson - Trummor (1978)